# 台北獵人
台北獵人（英語：Taipei Predators），在2015年10月成立，是一支位於台灣台北的業餘美式足球隊，成立時因台灣多數美式足球參與者是以未穿裝備、奪旗取代擒抱的腰旗式為主，因此穿戴有護具、頭盔並依正規美式足球規則比賽、訓練的台北獵人隊成為台灣首支全裝備美式足球隊。

## 歷史
台北獵人是由「台灣黑熊」腰旗美式足球隊的隊長陳冠文率領，召集「台北Freaks」及「東吳Badgers」2支腰旗美式足球隊的成員與選拔的新進球員共同組成，2015年10月成立之初是台灣首支全裝備美式足球隊。
2016年3月，台北獵人與香港戰鷹進行成軍首場比賽，最終以34比6敗陣。四個月後台北獵人受中國城市碗聯盟邀請，於香港與香港不死鳥比賽，此次成功以38比0贏得隊史首勝。
2017年3月25日，台北獵人與香港殺人鯨爭取粵港碗決賽資格，比賽中以32比14獲勝並贏得第一次主場勝利，隨後以14比20敗給香港戰鷹，無緣粵港碗決賽 。
2018年，台北獵人首先贏得海峽盃冠軍，而在4月首度參與城市碗（City Bowl）美式足球聯賽，甫開季便贏得4連勝的佳績  。

## 外部連結
- 台北獵人的Facebook專頁
- 台北獵人的Instagram帳戶